# Tomás Montilla
Tomás Antonio de los Dolores Montilla Díaz (Caracas, 18 de septiembre de 1787 - Caracas, 25 de junio de 1822), apodado el Brillante, fue un militar venezolano de la guerra de independencia de su país.

## Vida
Nació en Caracas el 18 de septiembre de 1787, hijo de Juan Pablo Montilla Briceño y Juana Antonia Díaz Padrón, tuvo dos hermanos (Mariano y Juan Pablo) y dos hermanas (Dolores e Ignacia), y medio hermano de José Francisco Montilla Briceño y Ascanio. 
Se unió a la revolución de abril de 1810, participó de la campaña Admirable de 1813, en especial en Niquitao (2 de julio), Los Horcones (22 de julio) y Taguanes (31 de julio). Fue secretario de guerra en 1813 y gobernador de la provincia de Guayana en 1818. En 1820 acompañó a Antonio José de Sucre en un viaje a Saint Thomas para comprar pertrechos. Siendo brigadier, murió de causas naturales en su ciudad natal el 25 de junio de 1822.